# S3 Savage
S3 Savage é uma família de processadores gráficos da empresa S3 Graphics para computadores pessoais.

## Modelos

### Savage 3D
Na feira E3 de 1998 a S3 apresentou o primeiro modelo Savage, Savage3D. Comparado aos seus antecessores - ViRGE e Trio 3D - o Savage3D representava um avanço notável. Entre seus recursos estavam:
- Filtragem trilinear em um ciclo de processamento.
- Codificador para saída de TV integrado opcional.
- S3 Texture Compression (S3TC)
- Recursos de processamento de vídeo MPEG-2.

Apesar das expectativas, a produção da Savage3D foi prejudicada por uma baixa produtividade em sua fábrica. Apenas um fabricante - Hercules - conseguiu algum sucesso em vender placas baseadas nela, testando e selecionando indidualmente os processadores a serem utilizados.
Somado aos problemas de fabricação, a baixa qualidade dos drivers contribuiu para o fracasso do produto no mercado. No início de 1999 a S3 aposentou a Savage3D e lançou a família Savage4, corrigindo diversas limitações do chipset Savage3D.

### Savage4
Savage4 foi, em linhas gerais, uma evolução da tecnologia Savage3D. A S3 otimizou o processador, corrigiu defeitos e o retrabalhou para um custo menor e maior desempenho. Adicionou multi-texturização em passagem única, o processador pode aplicar duas texturas a um pixel em uma passagem. A Savage4 era compatível com a então recente AGP 4X. Fabricado no processo de 250 nm, como a Savage3D, seu núcleo "rodava" a 125 MHz, enquanto a memória era configurada em 125 MHz ou 143 MHz (na versão Pro). Podia ser equipada com 8 a 32 MB de memória. Apesar do codificador integrado de TV ter sido removido, A aceleração MPEG-2/DVD era eficiente e o chip possuía suporte preliminar à interface DVI para telas de LCD.
A Savage4 foi utilizada por diversos fabricantes, incluindo a Diamond Multimedia (no modelo Stealth III S540) e Creative Labs. Apesar dos recursos competitivos, a utilização de um barramento de memória de 64-bit comprometia o desempenho em modo de 16 milhões de cores. Além disso, novamente a baixa qualidade dos drivers limitou o desempenho de seu processador e a compatibilidade com programas, jogos e hardware.
O desempenho da Savage4 ficou abaixo de concorrentes como 3dfx Voodoo3, ATI Rage 128, Matrox G400, ou NVIDIA Riva TNT2. Em jogos OpenGL como Quake III a Savage4 tinha um desempenho inferior ao das placas TNT2 ou Voodoo3. Em jogos Direct3D como Shogo: Mobile Armor Division, era quase 50% inferior às duas mesmo em resoluções de tela menores como 800x600. Apesar disso, o processador se tornou relativamente popular, especialmente em máquinas de baixo custo voltadas para jogos e alguns fabricantes OEM.

### Concorrentes
- 3dfx Voodoo3
- ATI Rage 128
- Matrox G400
- nVidia RIVA TNT / RIVA TNT2 / GeForce